# Balombo
Balombo è una municipalità dell'Angola appartenente alla provincia di Benguela. Ha 30.533 abitanti (stima del 2006) ed una superficie di 2.635 km².
Il principale comune è l'omonimo Balombo.